# Challenges AGACI 1947
De Challenges AGACI 1947 was een autorace die werd gehouden op 8 juni 1947 op Linas-Montlhéry in Montlhéry.

## Uitslag
| Positie | No | Rijder                | Team          | Ronden | Tijd/Opgave |
| ------- | -- | --------------------- | ------------- | ------ | ----------- |
| 1       | 37 | Eugene Martin         | BMW           | 10     | 28:43.4     |
| 2       | 18 | Harry Schell          | Cisitalia     | 10     | + 1.6       |
| 3       | 22 | Igor Troubetskoy      | Simca-Gordini | 10     | + 2.0       |
| 4       | 25 | Jean Ondet            | Amilcar       | 8      | + 2 ronden  |
| 5       | 24 | René Jeff             | Amilcar       | 8      | + 2 ronden  |
| 6       | 23 | André la Jamtel       | Amilcar       | 8      | + 2 ronden  |
| 7       | 36 | Henri Otterbein       | Amilcar       | 7      | + 3 ronden  |
| DNF     | 34 | Jean Judet            | BNC           | 5      |             |
| DNF     | 32 | Roger Gerbout         | Lombard       | 5      |             |
| DNF     | 19 | Giuseppe Morra        | Maserati      | 4      |             |
| DNS     | 17 | Yves Giraud-Cabantous | Salmson       | 0      |             |
| DNS     | 20 | Raymond de Sauge      | Cisitalia     | 0      |             |
| DNS     | 27 | Gabriel Lascaut       | Salmson       | 0      |             |
| DNS     | 35 | Bernard Boyer         | Cisitalia     | 0      |             |
| DNS     | 29 | Jean le Nivet         | Le Nivet      | 0      |             |
| DNS     | 33 | Maurice Monnier       | Fiat          | 0      |             |
| DNS     | 31 | Michel Roumani        | Bugatti       | 0      |             |